# Ginástica nos Jogos do Sudeste Asiático de 2021
As competições de ginástica nos Jogos do Sudeste Asiático de 2021 no Vietnã serão realizadas no Quần Ngựa Sports Palace de 13 a 22 de maio de 2022.

## Calendário

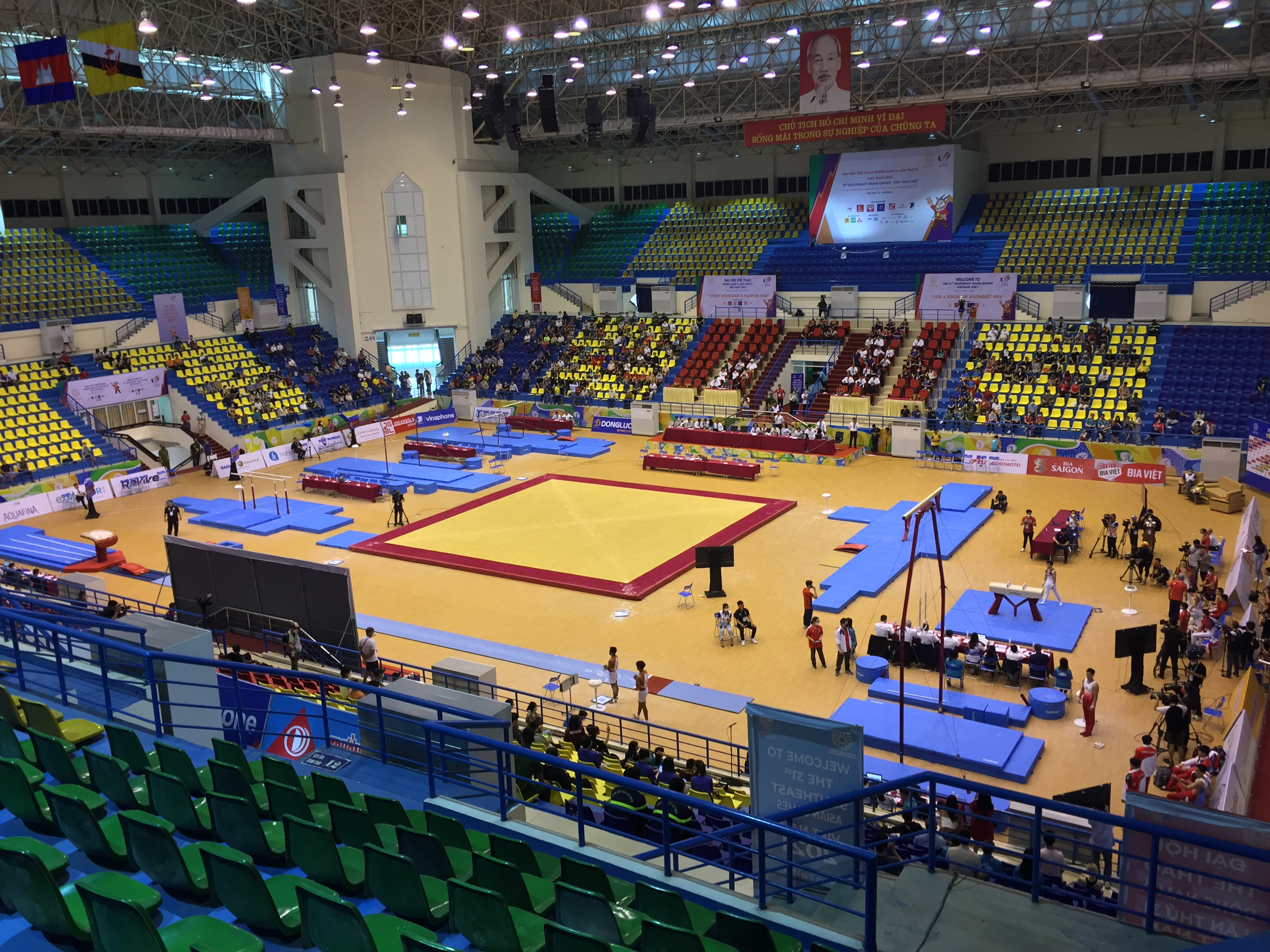
Quần Ngựa Sports Palace durante a final por equipes e individual geral masculina

Segue a programação das competições de ginástica. Todos os horários em UTC+07:00.
Artística
Sexta-feira, 13 de maio
- 10:00-18:30 – Final por equipes e individual geral masculina

Sábado, 14 de maio
- 10:00-18:30 – Final por equipes e individual geral feminina

Domingo, 15 de maio
- 14:00-17:00 – Finais por aperelho solo, cavalo com alças, e argolas masculino e salto e barras assimétricas feminino

Segunda-feira, 16 de maio
- 14:00-17:00 – Finais por aperelho salto, barras paralelas, e barra fixa masculino e trave e solo feminino

## Quadro de medalhas
*   país anfitrião (VIE Vietnã)
| Pos.               | País               | Ouro | Prata | Bronze | Total |
| ------------------ | ------------------ | ---- | ----- | ------ | ----- |
| 1                  | VIE Vietnã         | 7    | 7     | 8      | 22    |
| 2                  | PHI Filipinas      | 7    | 4     | 3      | 14    |
| 3                  | MAS Malásia        | 4    | 2     | 2      | 8     |
| 4                  | THA Tailândia      | 3    | 2     | 3      | 8     |
| 5                  | INA Indonésia      | 2    | 0     | 1      | 3     |
| 6                  | CAM Camboja        | 0    | 3     | 1      | 4     |
| 7                  | SGP Singapura      | 0    | 1     | 3      | 4     |
| Total (7 entradas) | Total (7 entradas) | 23   | 19    | 21     | 63    |

## Medalhistas

### Aeróbica
| Evento               | Ouro                                                                                       | Prata                                                                       | Bronze |
| -------------------- | ------------------------------------------------------------------------------------------ | --------------------------------------------------------------------------- | --- |
| Individual masculino | Chanokpon Jiumsukjai THA Tailândia                                                         | Phan Thế Gia Hiển VIE Vietnã                                                | Choeun Chanbory CAM Camboja                                                                                          |
| Individual feminino  | Chawisa Intakul THA Tailândia                                                              | Trần Hà Vi VIE Vietnã                                                       | Charmaine Dolar PHI Filipinas                                                                                        |
| Par misto            | VIE Vietnã Lê Hoàng Phong Trần Ngọc Thúy Vi                                                | CAM Camboja Has Sokhor Mo Sreypov                                           | THA Tailândia Chawisa Intakul Phatcharapong Photjanakosri                                                            |
| Trio misto           | VIE Vietnã Nguyễn Chế Thanh Lê Hoàng Phong Trần Ngọc Thúy Vi                               | CAM Camboja Has Sokhor Mo Sreypov Trorn Bunthoeun                           | THA Tailândia Yupawan Poosanapong Irada Pantao Supatsorn Watcharaporn                                                |
| Grupo misto          | VIE Vietnã Nguyễn Chế Thanh Lê Hoàng Phong Trần Ngọc Thúy Vi Vương Hoài An Nguyễn Việt Anh | CAM Camboja Mo Sreypov Nget Tola Choeun Chanbory Has Sokhor Trorn Bunthoeun | THA Tailândia Supatsorn Watcharaporn Chawisa Intakul Phatcharapong Photjanakosri Nattawut Pimpa Chanokpon Jiumsukjai |

### Artística

#### Masculino
| Evento           | Ouro | Prata                                                                                       | Bronze |
| ---------------- | --- | ------------------------------------------------------------------------------------------- | --- |
| Equipes          | VIE Vietnã Đặng Ngọc Xuân Thiện Văn Vi Lương Trịnh Hải Khẩn Nguyễn Văn Khánh Phong Đinh Phương Thành Lê Thanh Tùng | PHI Filipinas John Cruz Juancho Eserio Justine De Leon Jan Timbang John Vergara Carlos Yulo | SGP Singapura Terry Wei-An Tay Kaeson Lim Jun Yu Zac Liew Jun Yi Robin Sim Boon Pin Jer Rong Chong Mohammad Mikhail Haziq Bin Mohammad Ghazali |
| Individual geral | Carlos Yulo PHI Filipinas                                                                                          | Lê Thanh Tùng VIE Vietnã                                                                    | Đinh Phương Thành VIE Vietnã |
| Solo             | Carlos Yulo PHI Filipinas                                                                                          | Terry Wei-An Tay SGP Singapura                                                              | Trịnh Hải Khẩn VIE Vietnã |
| Cavalo com alças | Đặng Ngọc Xuân Thiện VIE Vietnã                                                                                    | Tan Fu Jie MAS Malásia                                                                      | Muhammad Sharul Aimy MAS Malásia |
| Argolas          | Carlos Yulo PHI Filipinas                                                                                          | Nguyễn Văn Khánh Phong VIE Vietnã                                                           | Lê Thanh Tùng VIE Vietnã |
| Salto            | Carlos Yulo PHI Filipinas                                                                                          | Tikumporn Surintornta THA Tailândia                                                         | Juancho Miguel Besana PHI Filipinas |
| Barras paralelas | Đinh Phương Thành VIE Vietnã                                                                                       | Carlos Yulo PHI Filipinas                                                                   | Lê Thanh Tùng VIE Vietnã |
| Barra fixa       | Carlos Yulo PHI Filipinas                                                                                          | compartilharam o ouro                                                                       | Lê Thanh Tùng VIE Vietnã |
| Barra fixa       | Đinh Phương Thành VIE Vietnã                                                                                       | compartilharam o ouro                                                                       | Lê Thanh Tùng VIE Vietnã |

#### Feminino
| Evento              | Ouro | Prata | Bronze |
| ------------------- | --- | --- | --- |
| Equipes             | PHI Filipinas Chiara Andrews Aleah Finnegan Lucia Gutierrez Kursten Lopez Ancilla Manzano Ma. Cristina Loberanes | VIE Vietnã Đỗ Thị Ngọc Hương Trương Khánh Vân Phạm Như Phương Nguyễn Thị Quỳnh Như Như Quỳnh Lam Trần Đoàn Quỳnh Nam | SGP Singapura Shandy Poh Xi Zuan Nadine Joy Nathan Emma En-Lin Yap Kaitlyn Lim Aryanna Nish Shetty Yuet Yung Cheong |
| Individual geral    | Rifda Irfanaluthfi INA Indonésia                                                                                 | Aleah Finnegan PHI Filipinas                                                                                         | Rachel Yeoh Li Wen MAS Malásia                                                                                      |
| Salto               | Aleah Finnegan PHI Filipinas                                                                                     | Nguyễn Thị Quỳnh Như VIE Vietnã                                                                                      | Rifda Irfanaluthfi INA Indonésia                                                                                    |
| Barras assimétricas | Rachel Yeoh Li Wen MAS Malásia                                                                                   | Phạm Như Phương VIE Vietnã                                                                                           | Nadine Joy Nathan SGP Singapura                                                                                     |
| Trave               | Rachel Yeoh Li Wen MAS Malásia                                                                                   | Aleah Finnegan PHI Filipinas                                                                                         | Phạm Như Phương VIE Vietnã                                                                                          |
| Solo                | Rifda Irfanaluthfi INA Indonésia                                                                                 | compartilharam o ouro                                                                                                | Phạm Như Phương VIE Vietnã                                                                                          |
| Solo                | Sasiwimon Mueangphuan THA Tailândia                                                                              | compartilharam o ouro                                                                                                | Phạm Như Phương VIE Vietnã                                                                                          |

### Rítmica
| Evento           | Ouro                                                                                 | Prata | Bronze                                                                                      |
| ---------------- | ------------------------------------------------------------------------------------ | --- | ------------------------------------------------------------------------------------------- |
| Equipes          | MAS Malásia Yi Tung Yap Yuki Shak Jingle Shak Qi Maia Xiao Han Ong Ashley Xin Yi Lim | THA Tailândia Chonthichakon Changomon Supidchaya Pinfun Thanyaphat Thanawatatthaya Pornnutcha Jedthumrong Puntita Thongsong | VIE Vietnã Nguyễn Trúc Phương Võ Ngọc Nhi Phạm Nguyễn Vân Nhi Trịnh Hương Giang Ngô Hải Yến |
| Individual geral | Koi Sie Yan MAS Malásia                                                              | Joe Ee Ng MAS Malásia | Breanna Labadan PHI Filipinas                                                               |